# ラジオハガキ大賞
ラジオハガキ大賞（ラジオハガキたいしょう）は、ニッポン放送で放送されていたラジオ番組。放送期間は、ニッポン放送ショウアップナイターが放送されていないナイターオフ編成期間中の1981年10月11日から1982年3月28日まで。放送時間は毎週日曜日 19:00 - 20:00。

## 概要
パーソナリティは梨元勝（芸能リポーター、タレント）、アシスタントは湯浅明、能勢裕子（共に当時ニッポン放送アナウンサー）。梨元にとっては、『梨元勝のオール電話リクエスト』（1981年4月25日終了）以来約5か月ぶりのニッポン放送でのレギュラーである。
主にリスナーからの面白はがき、ネタはがきで構成。はがきが採用されて読まれたリスナーには、ニッポン放送特製の定期入れ、4色ボールペン、はがき20枚セットが贈られ、更にその週に読まれたはがきの中から1枚「大賞」が選ばれ、選ばれたはがきの送り主のリスナーにはダイバーズウォッチ贈られた。 
一方では、芸能リポーターである梨元の特性を活かしての芸能レポートコーナー、新人歌手紹介コーナーなど、最新芸能情報を番組中にふんだんに取り入れていた。